# Квалификације за Европско првенство у фудбалу 2020 — група А
Група А квалификација за Европско првенство у фудбалу 2020. састојала се од пет репрезентација: репрезентације Бугарске, Енглеске, Косова, Црне Горе и Чешке.
Репрезентације Енглеске и Чешке су као првопласиране и другопласиране репрезентације избориле директан пласман на првенство, док захваљујући ранг листи УЕФА Лиге нације 2018/19. у бараж су отишле репрезентације Бугарске и тзв. Косова.

## Табела
| Легенда |
| --- |
| Репрезентације које се квалификују у првом кругу                                                                                                 |
| Репрезентација која иде у бараж захваљујући учинку у Лиги нација 2018/19. након што нису завршили на првом или другом месту табеле у првом кругу |

| Табела групе А | Табела групе А | Табела групе А | Табела групе А | Табела групе А | Табела групе А | Табела групе А | Табела групе А | Табела групе А | Табела групе А |  |          |       |                  |          |           |  | Домаћи | Домаћи | Домаћи | Домаћи | Домаћи | Домаћи | Домаћи | Гости | Гости | Гости | Гости | Гости | Гости | Гости |
|                | Репрезентација | И              | Д              | Н              | И              | ДГ             | ПГ             | ГР             | Бод.           |  | Енглеска | Чешка | Република Косово | Бугарска | Црна Гора |  | И      | Д      | Н      | И      | ДГ     | ПГ     | Бод.   | И     | Д     | Н     | И     | ДГ    | ПГ    | Бод.  |
| 1.             | Енглеска       | 8              | 7              | 0              | 1              | 37             | 6              | +31            | 21             |  | -        | 5:0   | 5:3              | 4:0      | 7:0       |  | 4      | 4      | 0      | 0      | 21     | 3      | 12     | 4     | 3     | 0     | 1     | 16    | 3     | 9     |
| 2.             | Чешка          | 8              | 5              | 0              | 3              | 13             | 11             | +2             | 15             |  | 2:1      | -     | 2:1              | 2:1      | 3:0       |  | 4      | 4      | 0      | 0      | 9      | 3      | 12     | 4     | 1     | 0     | 3     | 4     | 8     | 3     |
| 3.             | Косово         | 8              | 3              | 2              | 3              | 13             | 16             | -3             | 11             |  | 0:4      | 2:1   | -                | 1:1      | 2:0       |  | 4      | 2      | 1      | 1      | 5      | 6      | 7      | 4     | 1     | 1     | 2     | 8     | 10    | 4     |
| 4.             | Бугарска       | 8              | 1              | 3              | 4              | 6              | 17             | -11            | 6              |  | 0:6      | 1:0   | 2:3              | -        | 1:1       |  | 4      | 1      | 1      | 2      | 4      | 10     | 4      | 4     | 0     | 2     | 2     | 2     | 7     | 2     |
| 5.             | Црна Гора      | 8              | 0              | 3              | 5              | 3              | 22             | -19            | 3              |  | 1:5      | 0:3   | 1:1              | 0:0      | -         |  | 4      | 0      | 2      | 2      | 2      | 9      | 2      | 4     | 0     | 1     | 3     | 1     | 13    | 1     |

## Резултати
| Бугарска           | 1:1    | Црна Гора  |
| ------------------ | ------ | ---------- |
| Неделев 82’ (пен.) | Детаљи | Мугоша 50’ |

| Енглеска                                                   | 5:0    | Чешка |
| ---------------------------------------------------------- | ------ | ----- |
| Стерлинг 24’, 62’, 68’ · Кејн 45+2’ пен. · Калас 84’ (аг.) | Детаљи |       |

| Косово     | 1:1    | Бугарска    |
| ---------- | ------ | ----------- |
| Зенели 61’ | Детаљи | Божиков 39’ |

| Црна Гора   | 1:5    | Енглеска                                            |
| ----------- | ------ | --------------------------------------------------- |
| Вешовић 18’ | Детаљи | Кин 30’ · Баркли 39’, 59’ · Кејн 71’ · Стерлинг 81’ |

| Чешка        | 2:1    | Бугарска |
| ------------ | ------ | -------- |
| Шик 20’, 50’ | Детаљи | Иса 3’   |

| Црна Гора  | 1:1    | Косово     |
| ---------- | ------ | ---------- |
| Мугоша 69’ | Детаљи | Рашица 24’ |

| Бугарска                 | 2:3    | Косово                                 |
| ------------------------ | ------ | -------------------------------------- |
| Попов 43’ · Димитров 55’ | Детаљи | Рашица 14’ · Мурићи 64’ · Рашани 90+3’ |

| Чешка                                           | 3:0    | Црна Гора |
| ----------------------------------------------- | ------ | --------- |
| Јанкто 18’ · Копитовић 49’ аг. · Шик 82’ (пен.) | Детаљи |           |

| Косово                   | 2:1    | Чешка   |
| ------------------------ | ------ | ------- |
| Мурићи 20’ · Војвода 67’ | Детаљи | Шик 16’ |

| Енглеска                                        | 4:0    | Бугарска |
| ----------------------------------------------- | ------ | -------- |
| Кејн 24’, 50’ (пен.), 73’ (пен.) · Стерлинг 55’ | Детаљи |          |

| Енглеска                                                      | 5:3    | Косово                             |
| ------------------------------------------------------------- | ------ | ---------------------------------- |
| Стерлинг 8’ · Кејн 19’ · Војвода 38’ (аг.) · Санчо 44’, 45+1’ | Детаљи | Бериша 1’, 49’ · Мурићи 55’ (пен.) |

| Црна Гора | 0:3    | Чешка                                           |
| --------- | ------ | ----------------------------------------------- |
|           | Детаљи | Соучек 54’ · Масопуст 58’ · Дарида 90+4’ (пен.) |

| Чешка                    | 2:1    | Енглеска       |
| ------------------------ | ------ | -------------- |
| Брабец 9’ · Ондрашек 85’ | Детаљи | Кејн 5’ (пен.) |

| Црна Гора | 0:0    | Бугарска |
| --------- | ------ | -------- |
|           | Детаљи |          |

| Бугарска | 0:6    | Енглеска                                                      |
| -------- | ------ | ------------------------------------------------------------- |
|          | Детаљи | Рашфорд 7’ · Баркли 20’, 32’ · Стерлинг 45+3’, 69’ · Кејн 85’ |

| Косово                   | 2:0    | Црна Гора |
| ------------------------ | ------ | --------- |
| Рахмани 10’ · Мурићи 35’ | Детаљи |           |

| Чешка                   | 2:1    | Косово     |
| ----------------------- | ------ | ---------- |
| Крал 71’ · Челустка 79’ | Детаљи | Нухију 50’ |

| Енглеска                                                                                    | 7:0    | Црна Гора |
| ------------------------------------------------------------------------------------------- | ------ | --------- |
| Оксладе-Чемберлен 11’ · Кејн 19’, 24’, 37’ · Рашфорд 30’ · Шофранац 66’ (аг.) · Абрахам 84’ | Детаљи |           |

| Бугарска    | 1:0    | Чешка |
| ----------- | ------ | ----- |
| Божиков 56’ | Детаљи |       |

| Косово | 0:4    | Енглеска                                         |
| ------ | ------ | ------------------------------------------------ |
|        | Детаљи | Винкс 32’ · Кејн 79’ · Рашфорд 83’ · Маунт 90+1’ |

## Стрелци
12 голова
| - Хари Кејн |

8 голова
| - Рахим Стерлинг |

4 гола
| - Рос Баркли | - Ведат Мурићи | - Патрик Шик |

3 гола
| - Маркус Рашфорд |

2 гола
| - Васил Божиков - Џејдон Санчо | - Валон Бериша - Милот Рашица | - Стефан Мугоша |

1 гол
| - Ивелин Попов - Исмаил Иса - Кристијан Димитров - Тодор Неделев - Алекс Окслејд-Чејмберлен - Мајкл Кин - Мејсон Маунт - Тами Абрахам | - Хари Винкс - Амир Рахмани - Арбер Зенели - Ате Нухиу - Елба Рашани - Мергим Војвода - Марко Вешовић - Алекс Крал | - Владимир Дарида - Зденек Ондрашек - Јакуб Брабец - Јакуб Јанкто - Лукаш Масопуст - Ондреј Челустка - Томаш Соучек |

Аутогол
| - Мергим Војвода (против Енглеске) - Александар Шофранац (против Енглеске) | - Борис Копитовић (против Чешке) - Томаш Калас (против Енглеске) |